# Arp 256
Arp 256 (również VV 352) – para powiązanych ze sobą grawitacyjnie galaktyk znajdująca się we wczesnej fazie połączenia. Arp 256 znajduje się w konstelacji Wieloryba w odległości około 350 milionów lat świetlnych od Ziemi. Obie galaktyki mają silnie zakłócone kształty oraz zawierają niebieskie węzły formowania nowych gwiazd.